# 站上区
站上区，中国旧区名。
1956年由阳泉市第一区改置。在今山西省阳泉市城区。1957年撤销，与荫营区合置阳泉市郊区。1963年复设站上区。1969年改设阳泉市城区。 